# Heinrich Wilhelm Ludwig Pauli

Titelblatt eines Buchs von Pauli

Heinrich Wilhelm Ludwig Pauli (* 18. Juli 1779 in Leipzig; † in Koblenz) war ein Buchdrucker,  später auch Buchhändler und Verleger Anfang des 19. Jahrhunderts in der am Mittelrhein gelegenen Stadt Koblenz. Seine Eltern waren die Eheleute Johann Christian Pauli und Johanna Charlotte, geb. Lissel aus Leipzig.

## Leben
Heinrich Wilhelm Ludwig Pauli kam im Mai 1804 nach Koblenz, übernahm dort 1807 die seit 1798 bestehende Druckerei des Adam Eugen Willibrord Lassaulx und firmierte fortan als H. W. L. Pauli. Am 17. Oktober 1807 heiratete er dann Maria Elisabeth Thekla Katharina von Lassaulx, Tochter des Franz Georg Joseph von Lassaulx (1781–1818), des ehemaligen kurtrierischen Regierungsrates und Friedensrichters zu Zeiten der französischen Besatzung. Dadurch war er Mitglied einer großen, angesehenen und einflussreichen Familie geworden. Sein Schwager, der später berühmte und bekannte Joseph Görres, war mit Katharina von Lassaulx aus dieser Dynastie verheiratet. Nach dem frühen Tod seiner Ehefrau Maria heiratete Pauli in zweiter Ehe am 9. Februar 1810 Elisabeth von Woudenberg.

## Sein Unternehmen
Durch den Kauf der Druckerei war er aber offensichtlich nicht zum Mehrheitsgesellschafter geworden, was daraus zu schließen ist, dass er einzelne Verlagsprodukte unter Pauli und Comp. herausgab. Sonstige Mitbesitzer des Unternehmens und deren Namen und Anzahl sind bisher nicht bekannt.
Nach dem Ende der französischen Besetzung übernahm H. W. L. Pauli eine weitere, inzwischen in Konkurs gegangene Druckerei, die des F. G. von  Lassaulx. Neben seinem ursprünglichen Beruf als Drucker,  danach auch als Buchhändler und Verleger, betätigte er sich auch als Redakteur, was ihm so manche Differenzen sowohl mit der Obrigkeit als auch mit religiösen Institutionen einbrachte. Seine Zuverlässigkeit war fragwürdig und manchmal galt er wohl auch als kontraktbrüchig. Trotz Geredes über seine Schulden war Pauli ein wagemutiger Unternehmer, der auch mehrere Zeitungen herausgab. Diese waren:
- 1814–1816  Rheinischer Merkur (Herausgeber und Redaktion: Joseph Görres, gedruckt bei Heinrich Wilhelm Ludwig Pauli, Koblenz, Rheinstr. 28. Ab Ende 1815 bei Druckerei Heriot in Koblenz).
- 1815–1823 Confluentia oder Rhein- und Mosel-Zeitung (ein gemeinnütziges Unterhaltungsblatt in Krieg und Frieden)
- 1817–1819 Öffentlicher Anzeiger (ab 1820 Druck und Verlag Hergt in Koblenz)
- 1824–1826 Der Eilbote (Nachfolgeblatt für den „Öffentlichen Anzeiger“)

Einige Produkte von Verlag und Druckerei H. W. L. Pauli, Coblenz / Koblenz tragen allerdings auch andere Firmenbezeichnungen wie Pauli und Comp., Coblenz, H. W. L. J. Pauli, H. L. Pauli oder nur Pauli mit Erscheinungsort Coblenz oder Koblenz. Die Firma Pauli bestand nur wenige Jahrzehnte und wurde später wahrscheinlich aufgelöst.

## Verlagsprodukte
- Franz von Lassaulx: Handbuch für Vormünder, oder Unterricht über die Verrichtungen, welche Vormünder und Kuratoren nach dem Kodex Napoleon zu versehen haben. Pauli, Koblenz 1807.
- Franz G. von Lassaulx: Die Gesetzgebung von Napoleon / dargest. u. kommentiert von F. Lassaulx. (Bände 1–4 [1,2, 3a und 3b]) Pauli, Koblenz o. J.  [Siehe dazu auch Verlagsprogramm der Lassaulx'schen Druckerei in Koblenz]
- F. Lassaulx: Gesetzbuch über das Verfahren im bürgerlichen Prozeß, übersetzt und mit erläuternden Anmerkungen begleitet. Pauli und Compagnie, Koblenz 1808.
- Wilhelm Arnold Günther: Topographische Geschichte der Stadt Coblenz – von ihrem Entstehen bis zum Schlusse des 18ten Jahrhunderts. Druck und Verlag Pauli und Comp, Coblenz 1813.
- Oeffentliches Blatt für die allgemeinen im General-Gouvernement des Mittelrheins erscheinenden Verordnungen, welche gesetzliche Kraft haben. L. Pauli, Coblenz 1814.
- Wilhelm Arnold Günther: Topographische Geschichte der Stadt Coblenz – von ihrem Entstehen bis zum Schlusse des 18ten Jahrhunderts. Pauli Druck und Verlag, Coblenz 1815.
- Amts-Blatt des Rhein- und Mosel-Departements  – Jahrgang 1815. L. Pauli, Koblenz 1815.
- Der Regierungsbezirk Coblenz nach seiner Lage, Begränzung, Größe, Bevölkerung und Eintheilung, samt einem doppelten Ortsschafts Verzeichniße. Koblenz (Regierungsbezirk). Pauli, Coblenz 1817.
- Beth- und Gesang-Buch der Sodalität ledigen Standes: unter dem Titel: Der unbefleckten Empfängniß der göttlichen Mutter u. Jungfrau Maria in Coblenz. Pauli, Coblenz 1819.
- Das goldene Jubelfest des 50 jährigen Priesterjubiläums seiner Hochwürden des Herrn Carl Albrecht: gefeiert zu Coblenz am 15. August 1820. Pauli, Coblenz 1820.
- Wilhelm Arnold Günther: Die Burggrafschaft Hammerstein und ihre Burggrafen: ein Beitrag zur vaterländischen Geschichte unseres Rheinlandes. Pauli, Coblenz 1821.
- Jakob Foelix: Gedanken über die am 12. und 20. März 1822 zu Kreuznach statt gehabten Verhaftungen. Pauli, Coblenz 1822.
- Wilhelm Arnold Günther: Codex diplomaticus Rheno – Mosellanus – Urkunden – Sammlung zur Geschichte der Rhein- und Mosellande, der Nahe und Ahrgegend, und des Hundsrückens, des Meinfeldes und der Eifel. (Serie: Coblenz 1822–1826. Theil 1–5; Theil 1: 1823, Theil 2: 1824, Theil 3,1: 1824, Theil 3,2: 1825, Theil 5: 1826). Pauli und Comp, Coblenz 1823.

| Personendaten    | Personendaten                                               |
| ---------------- | ----------------------------------------------------------- |
| NAME             | Pauli, Heinrich Wilhelm Ludwig                              |
| KURZBESCHREIBUNG | deutscher Buchdrucker, später auch Buchhändler und Verleger |
| GEBURTSDATUM     | 18. Juli 1779                                               |
| GEBURTSORT       | Leipzig                                                     |
| STERBEDATUM      | 19. Jahrhundert                                             |
| STERBEORT        | Koblenz                                                     |